# Якоб ван Марлант
Якоб ван Ма́рлант (нід. Jacob van Maerlant; нар. до 1235, Дамме — пом. біля 1300, Дамме) — нідерландський поет.

## З життєпису
Народився до 1235 року у місті Дамме (тепер Бельгія). Служив церковним дзвонарем у селі Марланті, з 1266 року був секретарем магістрату в Дамме. Помер в Дамме біля 1300 року.

## Творчість
Літературну діяльність розпочав з вільної обробки лицарських романів. В основі його романів «Діяння Олександра» (близько 1257—1260), «Історія Грааля», «Роман про Мерліна» (близько 1261) — переробки творів латинської (Вергілій, Овідій, Публій Папіній Стацій) і французької (Робер де Борон, Бенуа де Сент-Мор, Г. де Шатійон) літератур.
Започаткував дидактичний жанр у нідерландській літературі, популяризував народною мовою природничі й історичні знання. Створив народною мовою просвіти, поеми «Квіти природи» (близько 1262—1266; своєрідний звід енциклопедичних знань про природу) та «Історичне зерцало» (близько 1283—1288, незакіний огляд історії Європи, в тому числі нідерландських провінцій). Видав «Римовану Біблію» (близько 1271), де народною мовою виклав біблійні легенди.
Писав поеми, епічні та ліричні вірші, описуючи звичаї середньовічного суспільства, викривав низькі моральні якості вищого духовенства і феодалів, нападав на приватну власність як причину соціальної нерівності («Строфічні вірші»).
Його творчість відіграла значну роль у формуванні нідерландської літературної мови середньовіччя.

## Пам'ять

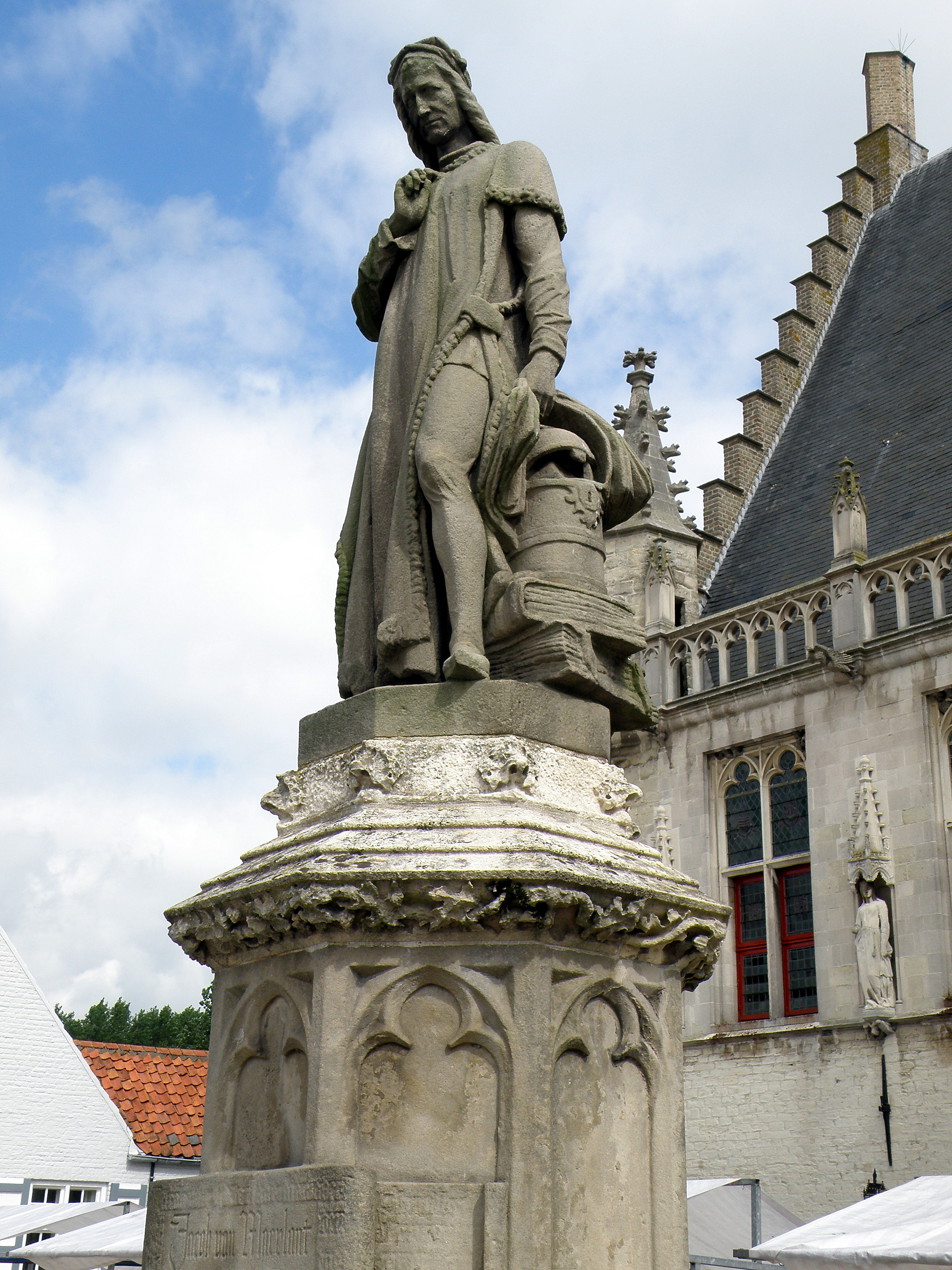
Пам'ятник в Дамме.

- У 1869 році в Дамме встановлений пам'ятник поету (скульптор Гендрік Пікері);
- У 1893 році на південній вежі собору Богоматері було встановлено меморіальну дошку на честь ван Марланта також роботи Гендріа Пікері.
- У 2005 році ван Марлант зайняв 182-е місце в списку величніших бельгійців;
- У Дамме діє музей Марланта.